# Medaille für Verdienste um die antiimperialistische Solidarität des Solidaritätskomitees der Deutschen Demokratischen Republik
Die Medaille für Verdienste um die antiimperialistische Solidarität des Solidaritätskomitees der Deutschen Demokratischen Republik war eine nichtstaatliche Auszeichnung  des Solidaritätskomitees der Deutschen Demokratischen Republik (DDR), welche Mitte 1985 in einer Stufe gestiftet und in einer Stückzahl von 5.000 hergestellt wurde.
Bis 1990 erhielten etwa 200 Personen diese Auszeichnung, neben Erich Honecker und anderen Mitgliedern des Politbüros auch Erich Mielke, in seiner Eigenschaft als Minister für Staatssicherheit wurde am 22. Juni 1985 ausgezeichnet und war somit eine der ersten geehrten Personen neben Hubert Egemann.

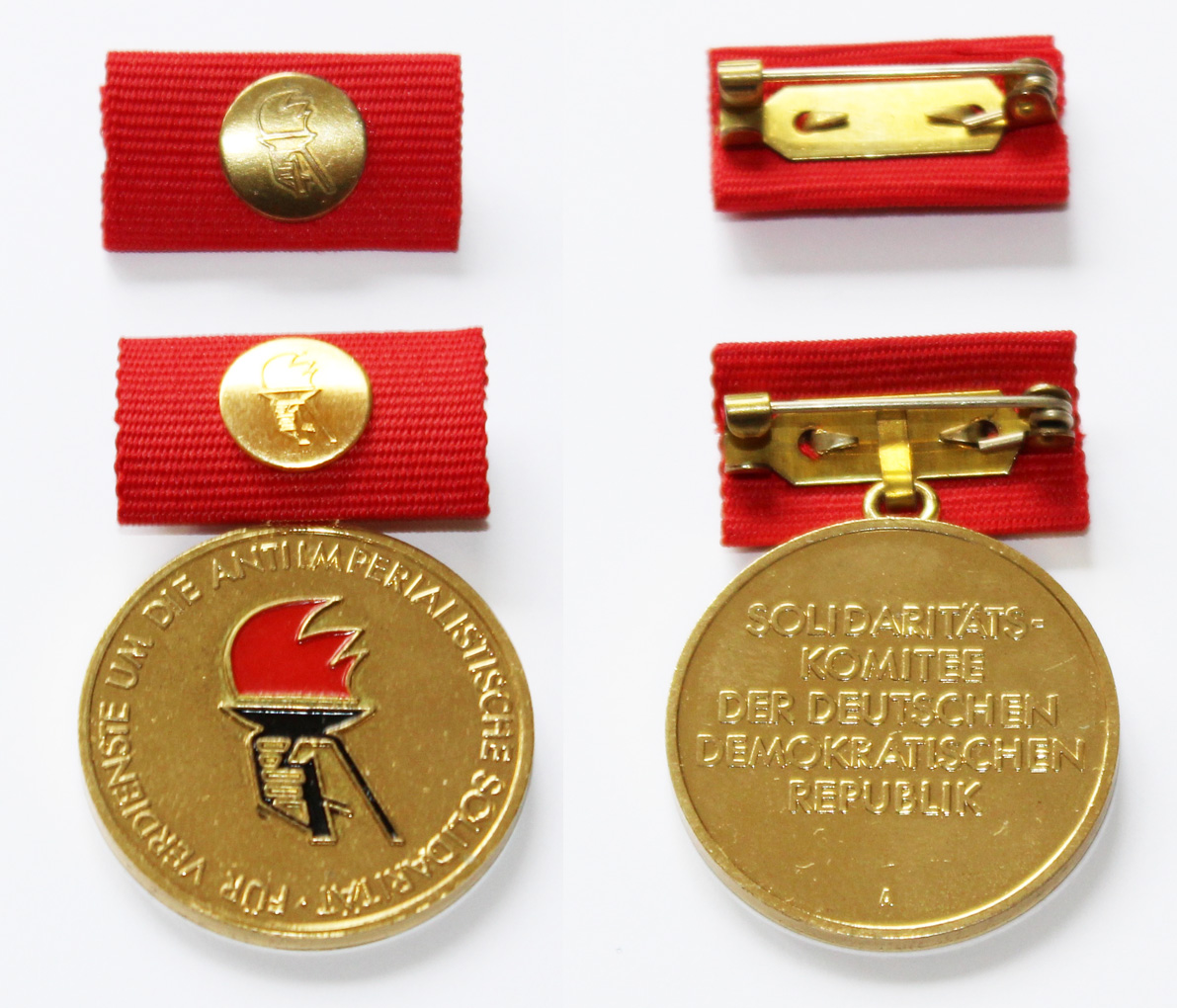
Medaille für Verdienste um die antiimperialistische Solidarität des Solidaritätskomitees der Deutschen Demokratischen Republik

Die vergoldete Medaille zeigt auf ihrem Avers mittig das Bildnis einer Faust, die eine Fackel mit roten Flammen in den Himmel streckt. Umschlossen wird diese Symbolik von der Umschrift: FÜR VERDIENSTE UM DIE ANTIIMPERIALISTISCHE SOLIDARITÄT. Das Revers der Medaille zeigt dagegen die fünfzeilige Inschrift: SOLIDARITÄTS- / KOMITEE / DER DEUTSCHEN / DEMOKRATISCHEN / REPUBLIK. Getragen wurde die Medaille an der linken oberen Brustseite des Beliehenen an einer rechteckigen rot bezogenen Spange, in dessen Mitte eine 10 mm durchmessende Miniatur des Avers der Medaille aufgelegt ist, allerdings ohne Umschrift.